# الزراعة في طاجيكستان

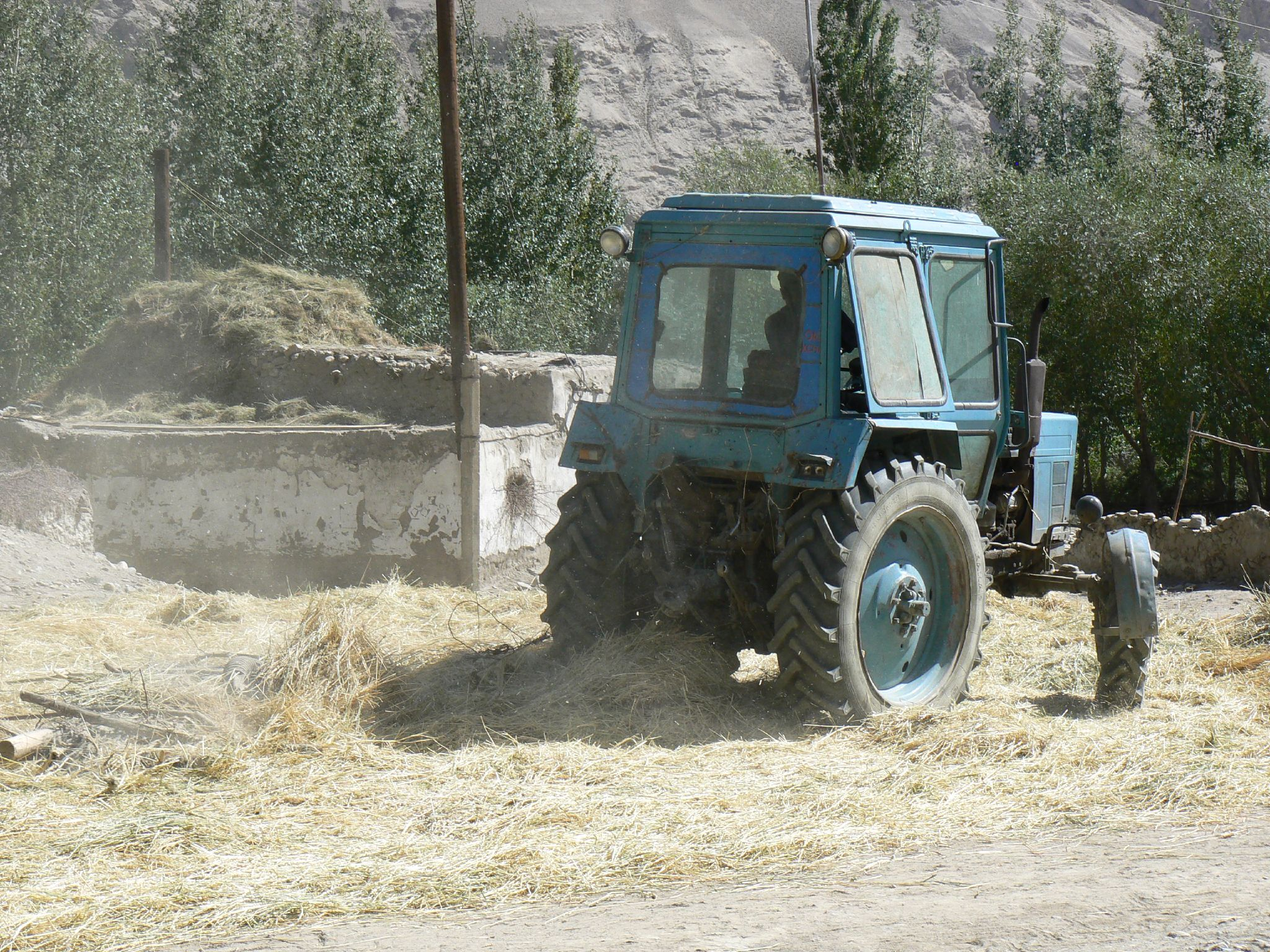
جرار بيلاروس MTZ-82 في طاجيكستان: دور التقنية الزراعية في تطوير القطاع الزراعي

طاجيكستان بلد زراعي إلى حد كبير حيث أن أكثر من 70 ٪ من السكان يسكنون في المناطق الريفية.وتستحوذ الزراعة على 60 ٪ من العمالة وحوالي 30 ٪ من الناتج المحلي الإجمالي.
وكما هو الحال في الدول التي تعتمد على الزراعة فإن نصيب الفرد من الدخل منخفض. وفي الفترة السوفياتية 1990 كانت طاجيكستان أفقر جمهورية حيث أن 45 ٪ من سكانها مصنفين في أدنى مستويات الدخل للفرد. (أوزبكستان، وهي أفقر ثاني دولة في العهد السوفياتي، كان 34 ٪ من السكان في الفئة الأقل دخلا ).
وفي عام 2006 طاجيكستان لا تزال لديها أدنى معدل دخل الفرد بين دولاتحاد الدول المستقلة : 1410 $ (تعادل القوة الشرائية مقارنة مع ما يقرب من 12،000 دولار لروسيا. مقارنة بالدخل المنخفض والوضع الزراعي تبرير ارتفاع الجهود المبذولة من أجل الإصلاح الزراعي منذ عام 1991 على أمل تحسين رفاه السكان.